# Václav Mottl
Václav Mottl (Praga, 19 de maio de 1914 — Praga, 16 de junho de 1982) foi um velocista checo na modalidade de canoagem.
Foi vencedor da medalha de Ouro em C-2 10000 m em Berlim 1936 junto com o seu companheiro de equipa Zdeněk Škrland.